# Vol Iran Aseman Airlines 6895
Le vol Iran Aseman Airlines 6895, un vol charter international assuré par un Boeing 737-200 d'Itek Air, pour le compte d'Iran Aseman Airlines, s'est écrasé le 24 août 2008 à 20h44, heure locale, près de l'aéroport international de Manas, au Kirghizistan, alors qu'il se dirigeait vers l'aéroport de Téhéran-Imam Khomeini, en Iran. L'appareil s'est écrasé alors qu'il retournait à son aéroport d'origine pour y effectué un atterrissage d'urgence, après avoir rencontré des difficultés techniques lors de la montée.
On dénombre 65 victimes et 25 survivants, dont 18 d'entre eux grièvement blessés, parmi les 90 personnes présentes à bord. Il s'agit de l'accident aérien le plus meurtrier jamais survenu au Kirghizistan.

## Contexte

### Avion

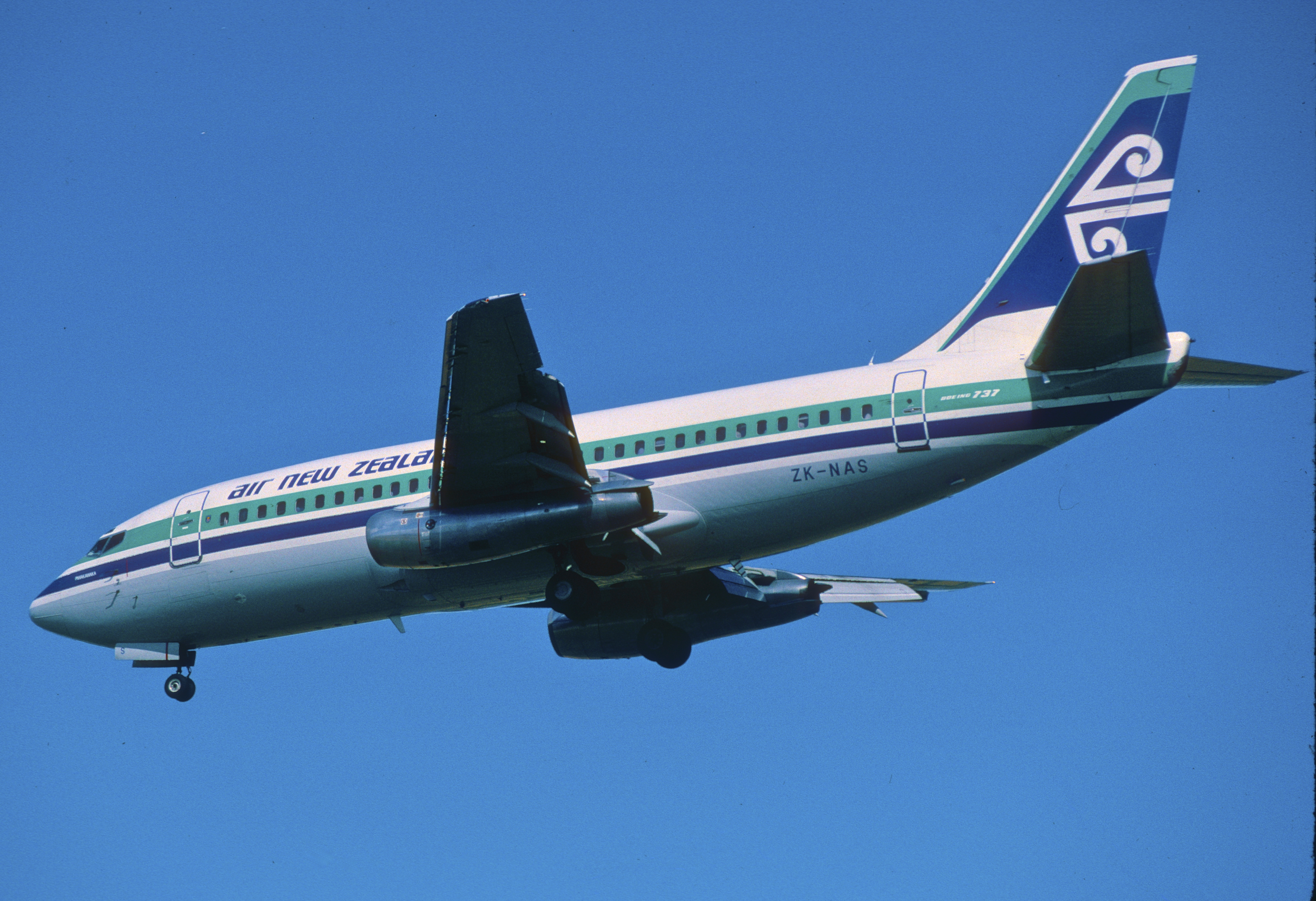
L'appareil impliqué dans l'accident, ici en mars 1995, alors qu'il opérait pour Air New Zealand (ZK-NAS).

L'appareil impliqué était un Boeing 737-219 Adv, immatriculé EX-009 (numéro de série 22088/676). Au moment de l'accident, ce biréacteur court/moyen-courrier avait un peu plus de 28 ans et cumulait 60 014 heures de vol et 56 196 cycles (décollages/atterrissages). Il était propulsé par deux moteurs Pratt & Whitney JT8D-15.
Il a effectué son premier vol le 16 juin 1980 et a été livré le 1er juillet de la même année à Air New Zealand, avec comme immatriculé ZK-NAS. En 1995, Copa Airlines, puis Phoenix Aviation (en) l'ont acquis. En avril 2006, il a déménagé chez Itek Air et a été réimmatriculé EX-009. En mai 2008, ce 737 avait passé avec succès une inspection de maintenance complète.
Itek Air, ainsi que toutes les compagnies aériennes certifiées par les autorités chargées de la surveillance réglementaire au Kirghizistan, figuraient parmi les compagnies aériennes interdites d'exploitation dans l'Union européenne pour des raisons de sécurité et n'étaient donc pas autorisées à survoler le territoire de l'Union européenne (UE).

### Passagers et membres d'équipage
- Commandant de bord : Yury Goncharov, qui compte 18 250 heures de vol à son actif, dont 2 337 heures sur 737-200
- Copilote : Timofey Vodolagin, qui cumule 4 531 heures de vol, dont 881 heures sur 737-200

| Nationalité  | Passagers | Equipage | Survivants | Total |
| ------------ | --------- | -------- | ---------- | ----- |
| Iran         | 52        | 1        | 10         | 53    |
| Kirghizistan | 24        | 6        | 11         | 30    |
| Kazakhstan   | 3         | 0        | 0          | 3     |
| Canada       | 2         | 0        | 1          | 2     |
| Chine        | 1         | 0        | 0          | 1     |
| Turquie      | 1         | 0        | 0          | 1     |
| Total        | 83        | 7        | 22         | 90    |

## Accident
Sept minutes après le décollage, l'équipage a demandé un retour à l'aéroport international de Manas pour une « raison technique », lorsqu'ils ont vu une indication selon laquelle l'une des portes n'était pas correctement verrouillée et la cabine n'était pas pressurisée comme prévu. Le contrôle aérien a demandé à l'équipage s'il allait effectuer une approche à vue, et l'équipage a confirmé par la suite qu'il effectuait une approche à vue.
Réalisant que la vitesse et l'altitude étaient trop élevées pour pouvoir effectué l'atterrissage, le commandant a décidé d'exécuter un virage à 360° vers la gauche, alors qu'ils étaient à 3,7 milles (6 km) de l'aéroport. Lors de ce virage, l'équipage n'a pas surveillé adéquatement l'altitude et la vitesse verticale et est descendu par inadvertance, ne pouvant alors pas voir le sol de nuit. L'avion a heurté le sol à grande vitesse, avec son aile gauche touchant le sol en premier, et s'est disloqué sous la violence du choc.

L'épave de l'avion
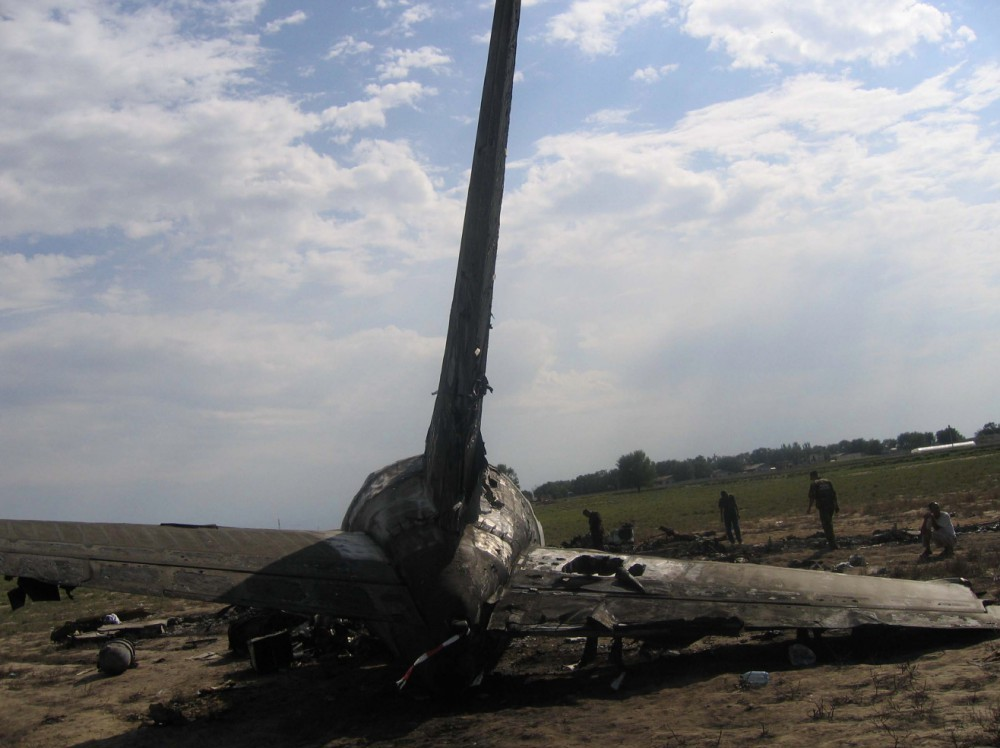
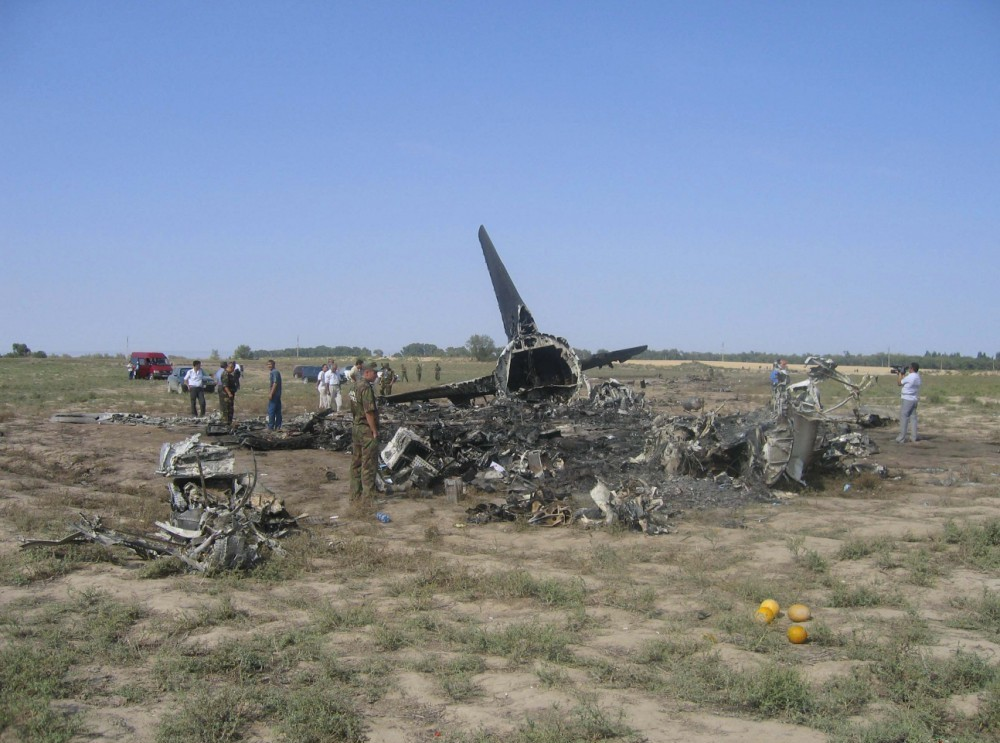

L'U.S. Air Force a envoyé des ambulances et des véhicules de lutte anti-incendie, ainsi que des pompiers et du personnel médical, depuis la base aérienne de Manas en réponse à une demande d'assistance des autorités locales.
Il y avait 85 passagers et 5 membres d'équipage à bord, dont 65 sont décédées lors de l'accident. Parmi les victimes figuraient dix membres d'une équipe sportive d'un lycée de Bichkek, représentant l'équipe nationale de basket-ball du Kirghizistan, dans la catégorie « - de 18 ans ». 

## Enquête
Le Comité inter-étatique sur l'aviation russe (IAC) a tenté de récupérer les données des enregistreurs de vol, qui ont été gravement endommagés dans l'incendie qui a détruit la plupart des débris de l'avion. Lors du démontage du boîtier, les mécanismes de l'enregistreur à bande et le support de bande de l'enregistreur phonique (CVR) ont été retrouvés endommagés, mais l'IAC a tenté de lire les données du support endommagé. La bande de 12,6 pouces (320 mm) de l'enregistreur de paramètres (FDR) a été également endommagée lors de l'incendie. Il en a résulté 13 secondes de données manquantes. L'enregistrement audio du CVR était celui d'un vol antérieur (vol 632). Il a ensuite été déterminé que le CVR ne fonctionnait pas correctement lors du vol 6895.
L'IAC a publié son rapport final. Selon le rapport, la porte avant gauche de la cabine n'était pas complètement fermée, probablement en raison d'une jointure coincé. Les enquêteurs ont déclaré que cela n'avait pas contribué à l'accident. Il a également déclaré que la perte de pressurisation n'exigeait pas un atterrissage d'urgence en effectuant une approche à vue, et que, par conséquent, les pilotes auraient dû privilégier une approche aux instruments.
Lors de l'approche à vue, l'équipage s'est rendu compte qu'il était trop haut et trop rapide pour atterrir et a donc décidé de faire un virage à 360° pour réduire sa vitesse et son altitude avant l'atterrissage. La décision de faire demi-tour a été prise à 3,3 milles (6,1 km) de l'aéroport.
Lors de l'exécution de ce virage, le commandant de bord, alors pilote aux commandes, est descendu en dessous de l'altitude minimale de sécurité, n'a pas réussi à maintenir un contact visuel avec la piste, n'a pas surveillé correctement l'altitude et a ignoré les alarmes du système d'avertissement et d'alarme d'impact (TAWS).
Le 737 effectuait un virage à gauche avec une inclinaison de 10°, le train d'atterrissage sorti, les volets à 15° et une vitesse de 160 nœuds (300 km/h) lorsqu'il a percuté le sol.

### Conclusions
L'IAC a conclu que, malgré la possession des licences appropriées, « l'analyse des actions réelles de l'équipage pendant l'approche, ses explications et ses demandes de renseignements suggèrent que l'équipage n'était pas correctement formé aux approches à vue ».
Il a également conclu que l'avion « réagissait comme prévu aux commandes » et que « la cellule, les différents systèmes et les moteurs de l'avion, ainsi que l'avionique,  étaient opérationnels jusqu'au moment de l'impact, à l'exception de la pressurisation en cabine et de l'enregistreur phonique ».
L'IAC a conclu que la cause principale de l'accident était le fait que l'équipage a été autorisé à réduire l'altitude de l'avion en pleine nuit, à une altitude inférieure à celle requise lors d'une approche à vue pour un atterrissage d'urgence à l'aéroport de départ, en raison d'une perte de pressurisation causée par une jointure de la porte avant gauche défectueuse, ce qui a conduit à la collision de l'avion avec le sol.
Selon le rapport, la combinaison des facteurs suivants a également contribué à l’accident :
- Écarts par rapport à la procédure opérationnelle standard du Boeing 737-200, et aux principes de répartition des tâches entre le pilote aux commandes et le pilote non en fonction ;
- Non-respect des règles d’approche à vue, car l’équipage n’a pas maintenu le contact visuel avec la piste et/ou les références au sol et n’a pas suivi les procédures prescrites après avoir perdu le contact visuel ;
- Perte de contrôle de l'altitude pendant l'approche interrompue (qui a été effectuée parce que le commandant de bord a mal évalué la position de l'avion par rapport à la trajectoire de descente requise lorsqu'il a décidé d'effectuer une approche directe à vue) ;
- Non-respect des procédures prescrites après le déclenchement de l'alarme du TAWS.